# Врата пакла
Врата пакла (јап. 地獄門) је јапанска историјска драма из 1953. године. Овај филм је награђен Златном палмом фестивала у Кану 1954. године.

## Радња
Током Хеиџи побуне, самурај Ендо Морито добија задатак да испрати прерушену дворску даму Кесу из палате, када се она добровољно преруши у даимјоову сестру, купујући господаревом оцу и правој сестри време да побегну у тајности. Кеса пада у несвест када побуњеници нападају њихов караван, а Морито је води кући свог брата. Када Моритов брат стигне, открива да је и он део побуне и предлаже да му се Морито придружи. Морито одбија да изда господара, лорда Кијоманија. Када су он и Кеса на безбедном, Морито доказује своју лојалност Кијоманију тако што је лично одјахао до њега да пренесе вести о побуни.
Након што је пуч пропао, Морито поново наилази на Кесу. Залуђен њоме, он тражи од лорда Кијоманија, који испуњава по једну жељу сваком од лојалних ратника који су помогли у гушењу побуне, да му да Кесу за жену. Кијомани га обавештава да је Кеса већ удата за Ватаруа, самураја из Царске гарде, али Морито захтева да му се испуни жеља. Кеса је забринута због Моритоове одлучности, али Ватару обећава да ће је заштитити.
Након што је чуо како Кеса  свира кото, Кијомани почиње да саосећа са Моритом. Одлучује да Мориту пружи прилику да се такмичи за Кесину руку. Морито улази у трку коња у којој се такмичи Ватару и скоро напада Ватаруа на вечери након трке, видно узнемирујући све око себе.
На Кесин захтев, њена слушкиња Тоне каже Маритоу да је Кеса отишла да посети своју тетку. Морито одлази у кућу и открива лаж. Он тера тетку да напише поруку Кеси у којој тврди да је болесна и да јој Кеса треба да дође код ње. Кеса се слаже и ужаснута је када види да је Морито чека. Када Морито запрети да ће све побити да је добије, Кеса му каже да ће испунити његове жеље и детаљно описује план да Морито убије Ватару и затражи је када остане удовица.
Кеса се враћа кући и великодушно се понаша према Тонеу и Ватаруу. Након што су сви отишли у кревет, Морито се ушуња у спаваћу собу, задајући смртоносни ударац фигури испод ћебади. Ужаснут је када схвати да је убио Кесу. Схвативши да је Кеса радије жртвовала себе него да себе или било кога другог подвргне његовом лудилу, Морито безуспешно моли Ватаруа да га убије у знак покајања. Док Ватару оплакује своју мртву жену, Морито клечи у дворишту, одсеца свој самурајски перчин и заклиње се да ће од сада живети као монах.

## Продукција
Кинугаса Теиносуке (1896–1982) био је један од првих јапанских редитеља који се прочуо у иностранству. Године 1949. Кинугаса се преселио у студио Дајеи, где је снимио Врата пакла (Џигокумон, 1953), историјску драму смештену у 12. век, али засновану на причи Кикучија Кана из 20. века. То је био други филм у боји снимљен у Јапану, након музичке комедије Киношите Кеисукеа Кармен се враћа кући (Карумен киоко ни каеру, 1951), и освојио је Златну палму на Филмском фестивалу у Кану 1954. и награду за најбољи страни филм на додели Оскара следеће године, захваљујући већи део свог успеха прелепој кинематографији Сугијаме Кохеија, Кинугасиног сарадника од 1920-их.